# Nester Kotten
Nester Kotten ist eine Ortslage in der bergischen Großstadt Solingen. Sie geht auf einen dort befindlichen Schleifkotten zurück.

## Lage und Beschreibung
Nester Kotten befindet sich im äußersten Südosten des Stadtteils Merscheid unmittelbar an der Grenze zum Stadtbezirk Burg/Höhscheid. Der Ort liegt abseits städtischer Bebauung und umgeben von Waldflächen im Nacker Bachtal, das sich zwischen den beiden auf Höhenrücken verlaufenden Straßen Löhdorfer Straße und Hossenhauser Straße befindet. Der ehemalige Kotten, der heute als Wohnhaus genutzt wird, befindet sich am Ende der nach ihm benannten Straße Nester Kotten, die von der Löhdorfer Straße in das Bachtal führt. Auf der gegenüberliegenden Seite des Baches verläuft ein Wanderweg durch das Nacker Bachtal.
Benachbarte Orte sind bzw. waren (von Nord nach West): Schmalzgrube, Hübben, Schaafenmühle, Schaafenmühlerkotten, Oben- und Mittelkatternberg, Cronenmühle und Montanushof.

## Geschichte
Es handelte sich bei dem Nester Kotten um einen Schleifkotten am Ufer des Nacker Bachs, der bereits zu Beginn des 18. Jahrhunderts vorhanden war. Im Jahre 1715 ist der Kotten in der Karte Topographia Ducatus Montani, Blatt Amt Solingen, von Erich Philipp Ploennies als Schleifkotten verzeichnet, aber nicht benannt. Die Topographische Aufnahme der Rheinlande von 1824 verzeichnet den Kotten unbenannt südöstlich des Ortes Wüstenstraße (heute Montanushof genannt). In der Preußischen Uraufnahme von 1844 ist der Kotten als Schl. verzeichnet. Die Preußische Neuaufnahme von 1892 verzeichnet den Ort als Nesterkotten.
Der Ort gehörte nach Gründung der Mairien und späteren Bürgermeistereien zur Bürgermeisterei Höhscheid, die im Jahre 1856 das Stadtrecht erhielt, und lag dort in der Flur I. Katternberg. 
Wann der Schleifbetrieb eingestellt wurde, ist nicht bekannt. Das Kottengebäude ist noch vorhanden, es wird heute als Wohnhaus genutzt. Nach dem Kotten ist auch die von der Löhdorfer Straße in das Nacker Bachtal führende Straße benannt. Der Straßenname lautet Nester Kotten (auseinandergeschrieben); auch im Solinger Stadtplan ist der Ort in dieser Schreibweise verzeichnet.